# Габадіньйо Мханго
Геллінгс Френк «Габадіньйо» Мханго (англ. Hellings Frank „Gabadinho” Mhango, нар. 27 вересня 1992, Чівета) — малавійський футболіст, центральний нападник «Орландо Пайретс» та збірної Малаві.

## Клубна кар'єра
Розпочав грати у футбол на батьківщині у клубі «Брейв Ворріорз». Скаут іншого місцевого клубу «Біг Буллетс» зацікавився малавійцем, коли він забив 6 голів в одному матчі, запросивши до клубу в 2012 році.
Влітку 2013 року нападник приєднався до південноафриканського клубу «Блумфонтейн Селтік», де провів 3 роки. 28 січня 2016 року Мханго був відданий в оренду до клубу «Голден Ерроуз», за який виступав до кінця сезону 2015/16.
Після закінчення оренди він перейшов до клубу «Бідвест Вітс», де також виступав там протягом 3 сезонів і став чемпіоном ПАР у сезоні 2016/17 та володарем Кубка ліги 2017 року.
У 2019 році малавієць підписав контракт з «Орландо Пайретс» і в першому ж сезоні з 16 голами став найкращим бомбардиром чемпіонату ПАР.

## Кар'єра у збірній
6 липня 2012 року Мханго дебютував за збірну Малаві під час товариського матчу проти Замбії (1:0). 23 березня 2013 року у грі відбору на чемпіонат світу 2014 року проти Намібії (1:0) забив свій дебютний гол за збірну.
У складі збірної брав участь у Кубку африканських націй 2021 року в Камеруні, зробивши в матчі проти Зімбабве дубль, завдяки чому його команда перемогла 2:1..

## Досягнення
- Чемпіонат Південної Африки
  -  Чемпіон (1): 2016/17

- MTN 8
  -  Володар (1): 2021

- Кубок Ліги ПАР
  -  Володар (1): 2017

### Індивідуальні
- Найкращий бомбардир чемпіонату Південної Африки: 2019/20 (16 голів, разом із Пітером Шалуліле)

## Особисте життя
Прізвисько Габадіньйо походить від іншого прізвиська, даного Мханго його дідом — Габадіні. Закінчення -inho засноване на прізвиську бразильського футболіста — Роналдіньйо.